# Robyn Regehr
Robyn Regehr (Recife, 19 de abril de 1980) é um jogador de hóquei no gelo canadense nascido no Brasil. Aposentou-se em 2015 como atleta do Los Angeles Kings, pelo qual ganhou a Copa Stanley em 2014.

## Biografia
Robyn nasceu na capital pernambucana, filho de missionários canadenses, em 1980. Porém, ainda com poucos meses, seus pais se mudaram para a Indonésia, vivendo no país por pouco tempo para depois retornar ao Canadá, mais precisamente para a cidade de Rosthern, na província de Saskatchewan. Seu irmão, Richie Regehr, também joga regularmente pelo Calgary, sendo este nascido na Indonésia. Apesar de ser o único jogador atualmente na NHL nascido no Brasil, Robyn não fala português e tem pouquíssimas ligações com seu país de nascimento: declarou-se fã de futebol e da seleção brasileira, e já expressou interesse em visitar o país.

## Carreira
Selecionado com a 19.ª escolha do recrutamento pelo Colorado Avalanche em 1999, foi envolvido em uma troca por vários jogadores, indo parar no Calgary Flames. Pouco antes do início da temporada, Regehr envolveu-se em um acidente automobilístico em que morreram duas pessoas do outro carro envolvido, enquanto Regehr fraturou as duas tíbias. Ele entrou para um programa de reabilitação por contra própria e, devido a esse fato, jogou apenas 58 partidas na temporada 1999-2000. 
Robyn já fazia parte do elenco dos Flames em 2003-04, quando o time conquistou o título da Conferência Oeste e foi vice-campeão atrás do Tampa Bay Lightning. Em abril de 2008, no último jogo da temporada, seu time goleou o rival Vancouver Canucks por 7 a 1, fazendo com que a estrela do Vancouver na época, Trevor Linden, especulasse encerrar a carreira. Ao final da partida, os jogadores do Flames, liderados por Regehr e Jarome Iginla, enfileiraram-se no centro do rinque de gelo para cumprimentar Linden com um aperto de mão pela brilhante carreira.Sua boa atuação na temporada de 2003-04 fez com que fosse convocado, como um dos mais jovens da história, para a seleção canadense, fazendo parte do time que venceu a Copa do Mundo de Hóquei 2004. Também fora convocado para o time nacional do Canadá para os Jogos Olímpicos de Inverno de 2006, realizados em Turim, Itália. Robyn já atuou várias vezes como capitão do Calgary Flames, devido a suas características de liderança, força e seriedade na defesa do time.
Em 2011, Regehr foi mandado pelo Flames para o Buffalo Sabres, onde jogou por duas temporadas. No meio da temporada 2013-14 foi trocado com o Los Angeles Kings. Os Kings foram campeões daquele ano, com Regehr sendo o primeiro a receber a Copa Stanley das mãos do capitão Dustin Brown. Na temporada seguinte, com os Kings falhando em se classificar para os playoffs, Regehr anunciou sua aposentadoria.